# 小行星12566
小行星12566（12566 Derichardson）是一颗绕太阳运转的小行星，为主小行星带小行星。该小行星于1998年9月16日发现。

## 轨道参数
小行星12566的轨道半长轴为3.2029214 UA，离心率为0.104。